# Far from Heaven
Far from Heaven är en amerikansk dramafilm från 2002 i regi av Todd Haynes. I huvudrollerna ses Julianne Moore, Dennis Quaid och Dennis Haysbert.

## Handling
Filmen utspelas i en förort i 1950-talets Connecticut. Julianne Moore spelar Cathy Whitaker, en hemmafru vars till synes idylliska liv successivt faller samman. Hennes make Frank är homosexuell i hemlighet och försöker förneka och komma över sin sexuella läggning. Till slut lämnar han dock sin fru för en annan man. Cathy inleder en varm vänskap med hushållets svarte trädgårdsmästare, Raymond Deagan, trots grannskapets rasistiska ogillande. 

## Om filmen
Far from Heaven utsågs till 2002 års bästa film av Fourth Annual Village Voice Film Critics' Poll. Inför Oscarsgalan 2003 nominerades filmen för bland annat bästa kvinnliga huvudroll och bästa musik. 
Filmen spelades in på olika platser kring New York och New Jersey.
Far from Heaven har visats i SVT, bland annat 2005, 2006 och i maj 2020.

## Rollista
| Julianne Moore     | – Cathy Whitaker   |
| Dennis Quaid       | – Frank Whitaker   |
| Dennis Haysbert    | – Raymond Deagan   |
| Patricia Clarkson  | – Eleanor Fine     |
| Viola Davis        | – Sybil            |
| James Rebhorn      | – Dr. Bowman       |
| Bette Henritze     | – Mrs. Leacock     |
| Michael Gaston     | – Stan Fine        |
| Ryan Ward          | – David Whitaker   |
| Lindsay Andretta   | – Janice Whitaker  |
| Jordan Puryear     | – Sarah Deagan     |
| Kyle Timothy Smith | – Billy Hutchinson |
| Celia Weston       | – Mona Lauder      |
| Barbara Garrick    | – Doreen           |
| Olivia Birkelund   | – Nancy            |

## Nyckelreplik
- What imprisons desires of the heart?